# Шамбав
Шамба́в (фр. Chambave) — коммуна в Италии, располагается в автономном регионе Валле-д’Аоста.
Население составляет 968 человек (2008 г.), плотность населения составляет 46 чел./км². Занимает площадь 21 км². Почтовый индекс — 11023. Телефонный код — 0166.
Покровителем коммуны почитается святой Лаврентий, празднование 10 августа.

## Демография
Динамика населения:

## Города-побратимы
- Сен-Лоран-де-Мюр, Франция

## Галерея

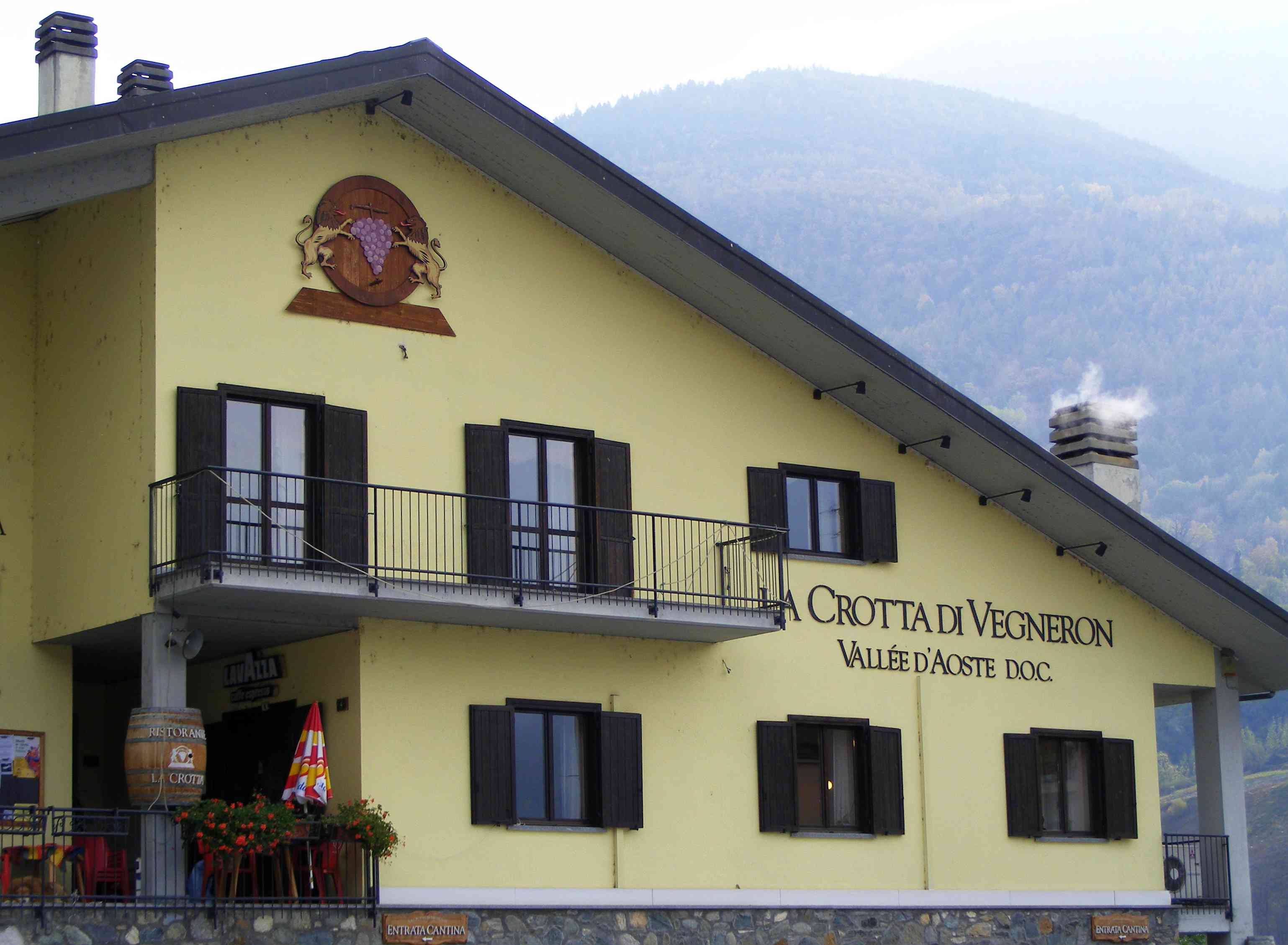
Подвал виноградарей (La Crotta di végneron).
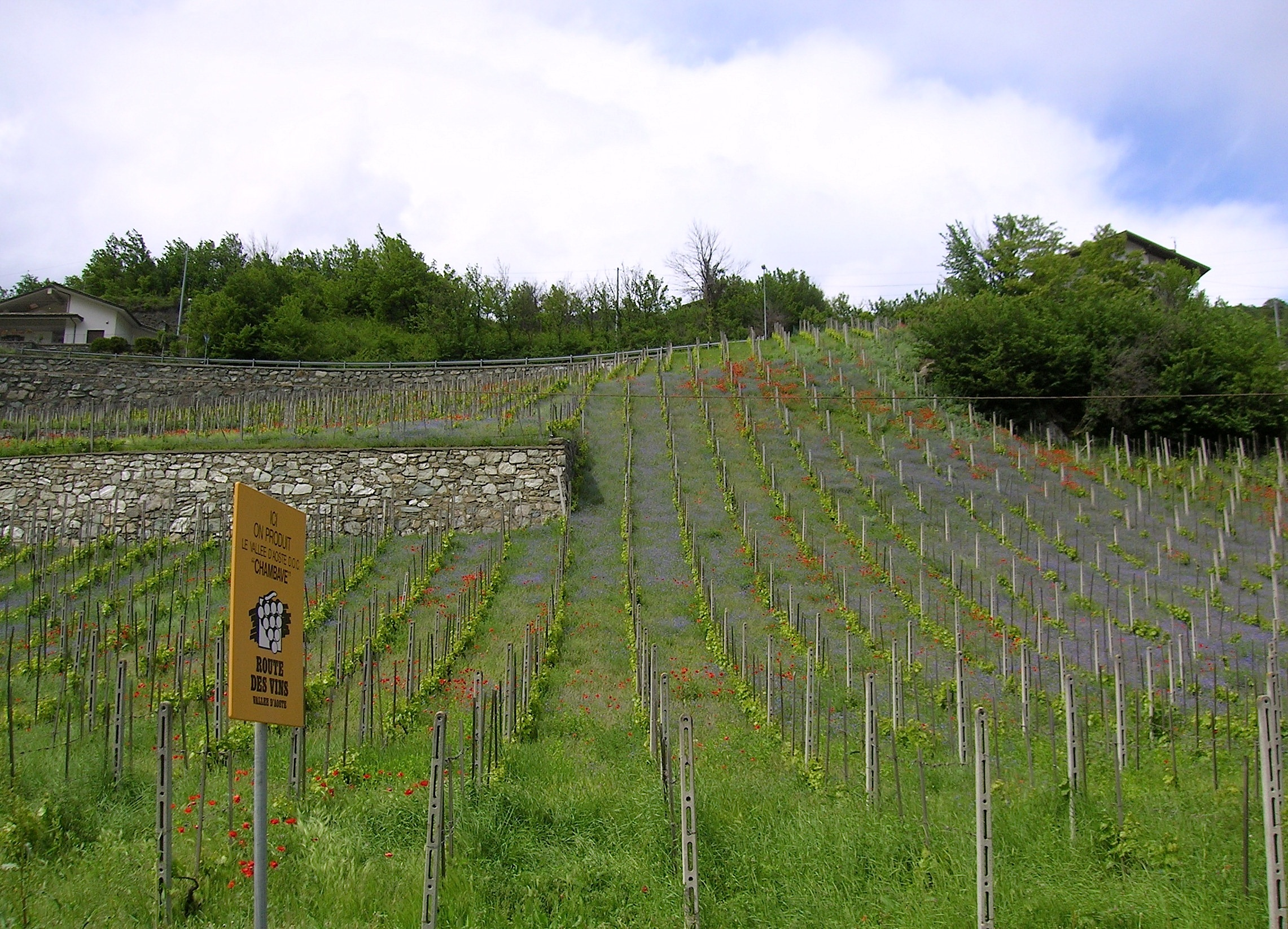
Виноградники весной
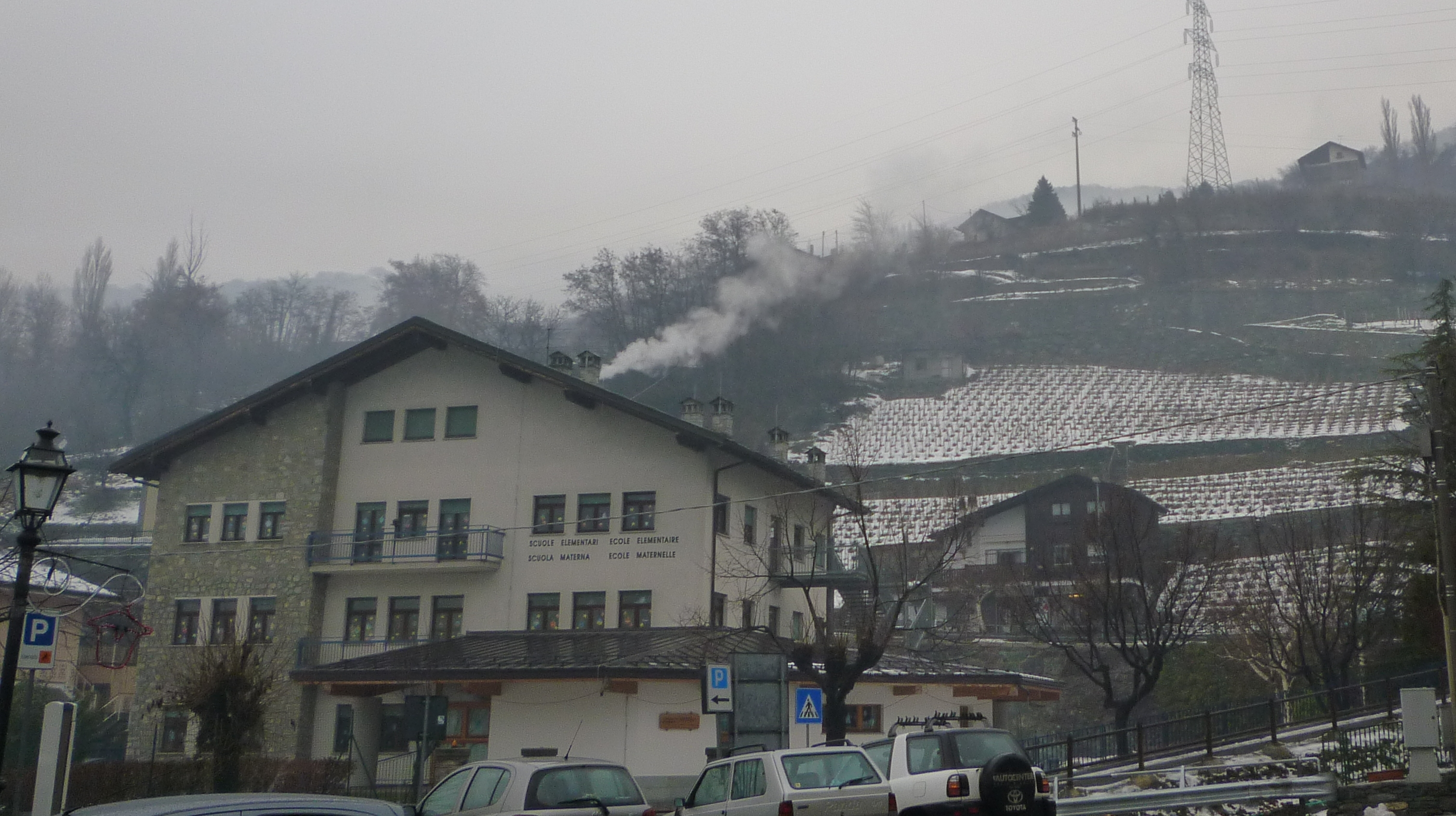
Шамбав: начальная школа с детским садом, вид с площади Ронкас (Roncas)
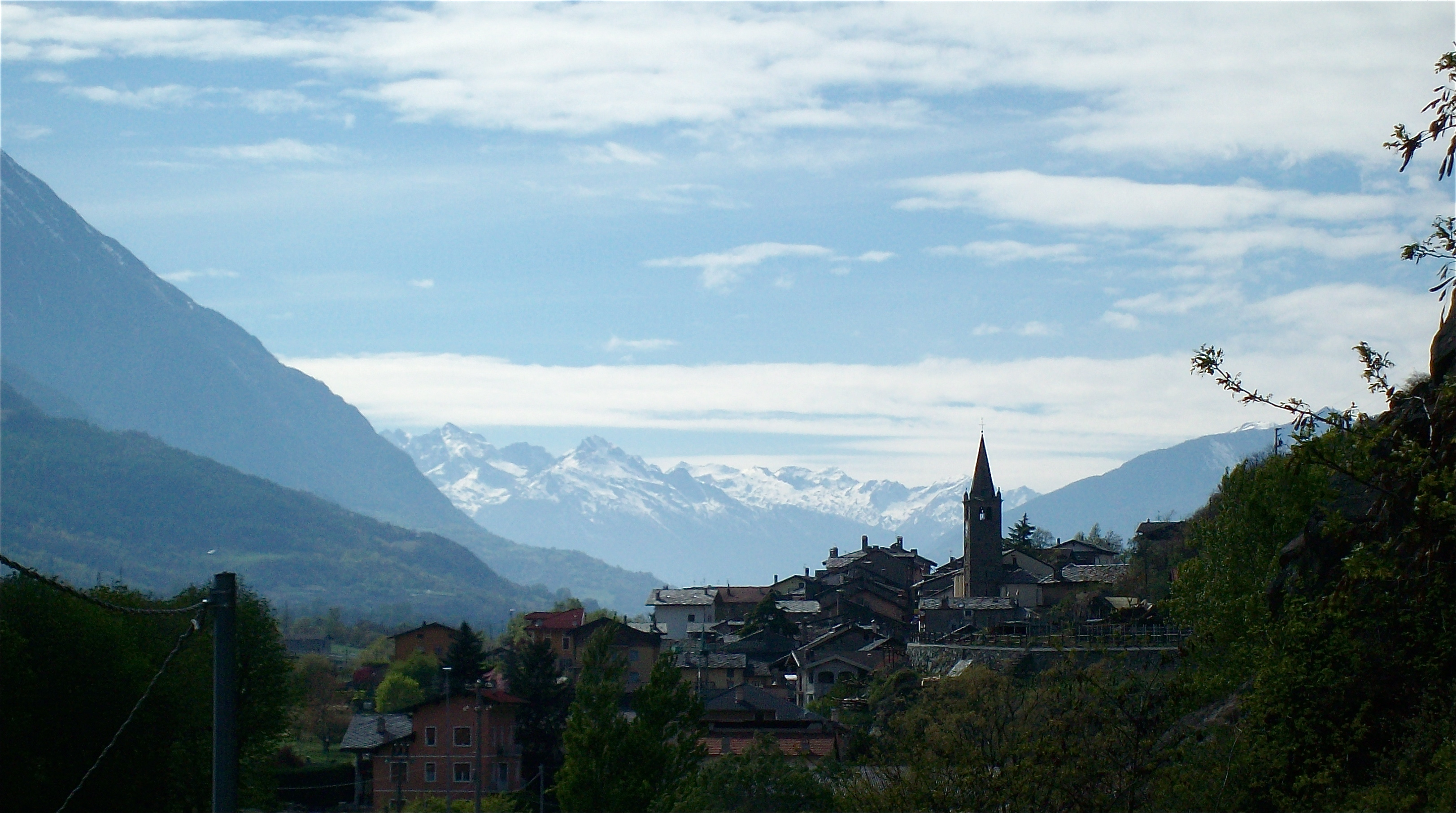
Вид из Пильоле (Pilliolet)
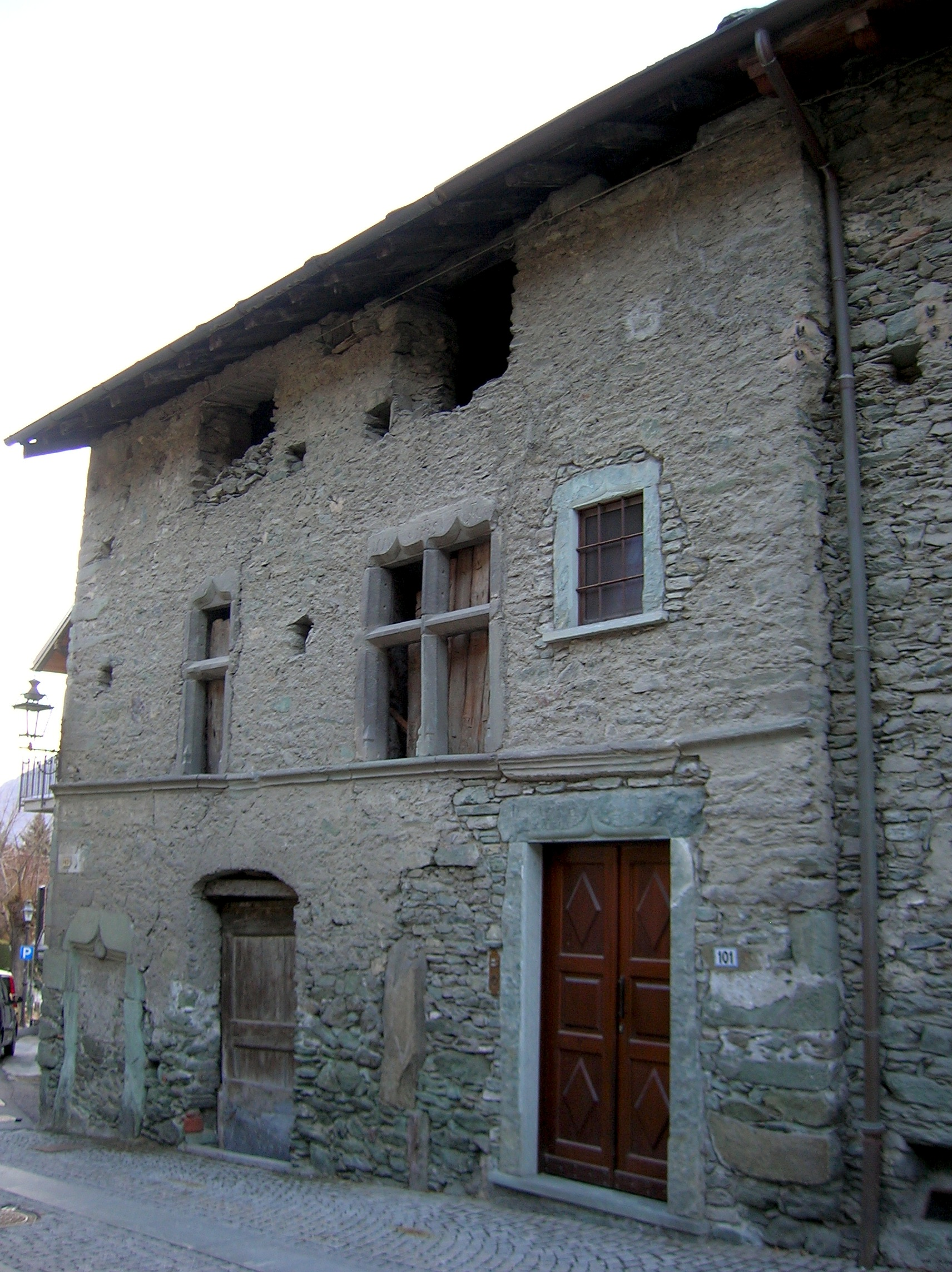
Maison du bourg (прибл. 1550)
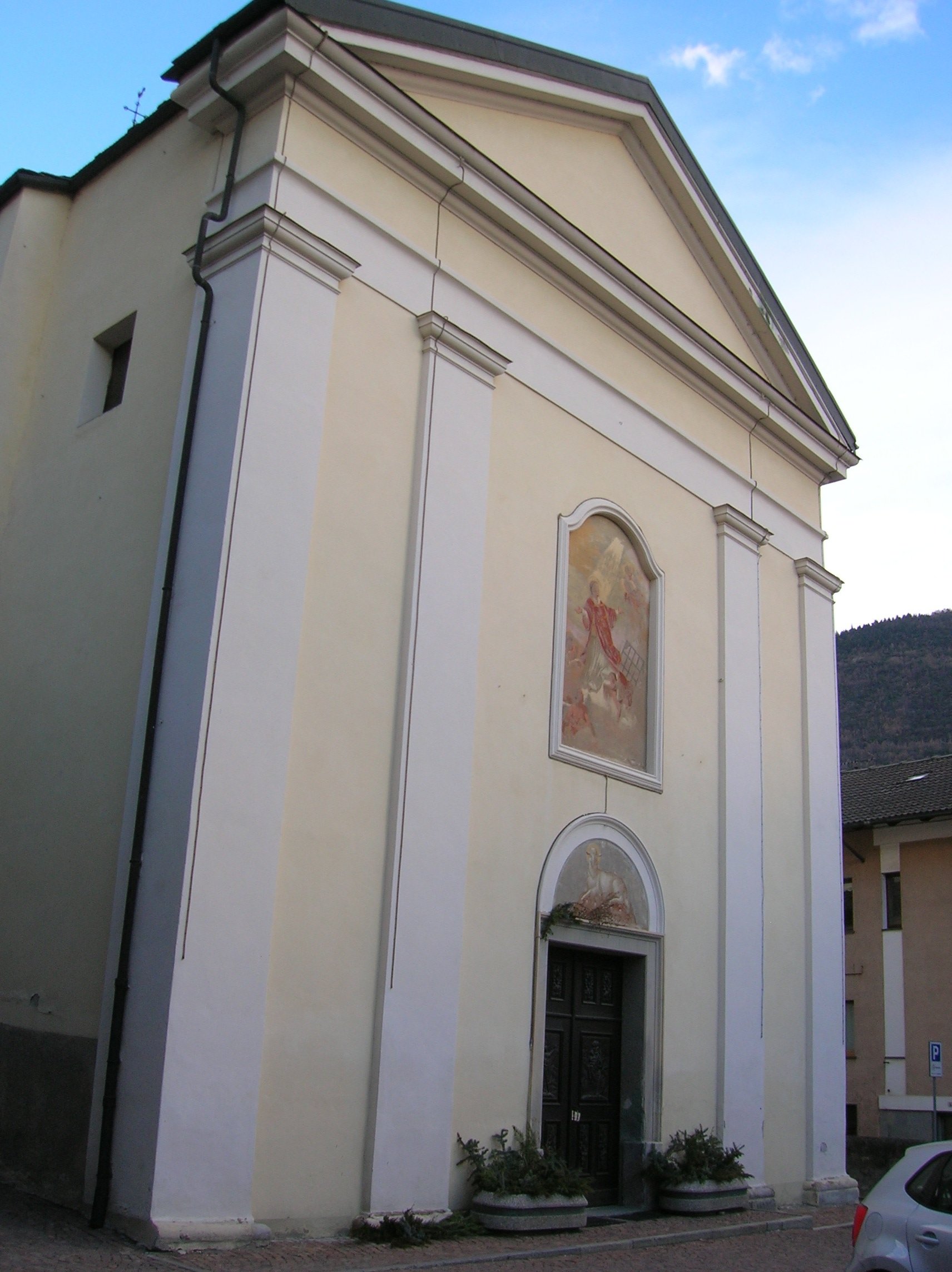
Храм св. Лаврентия
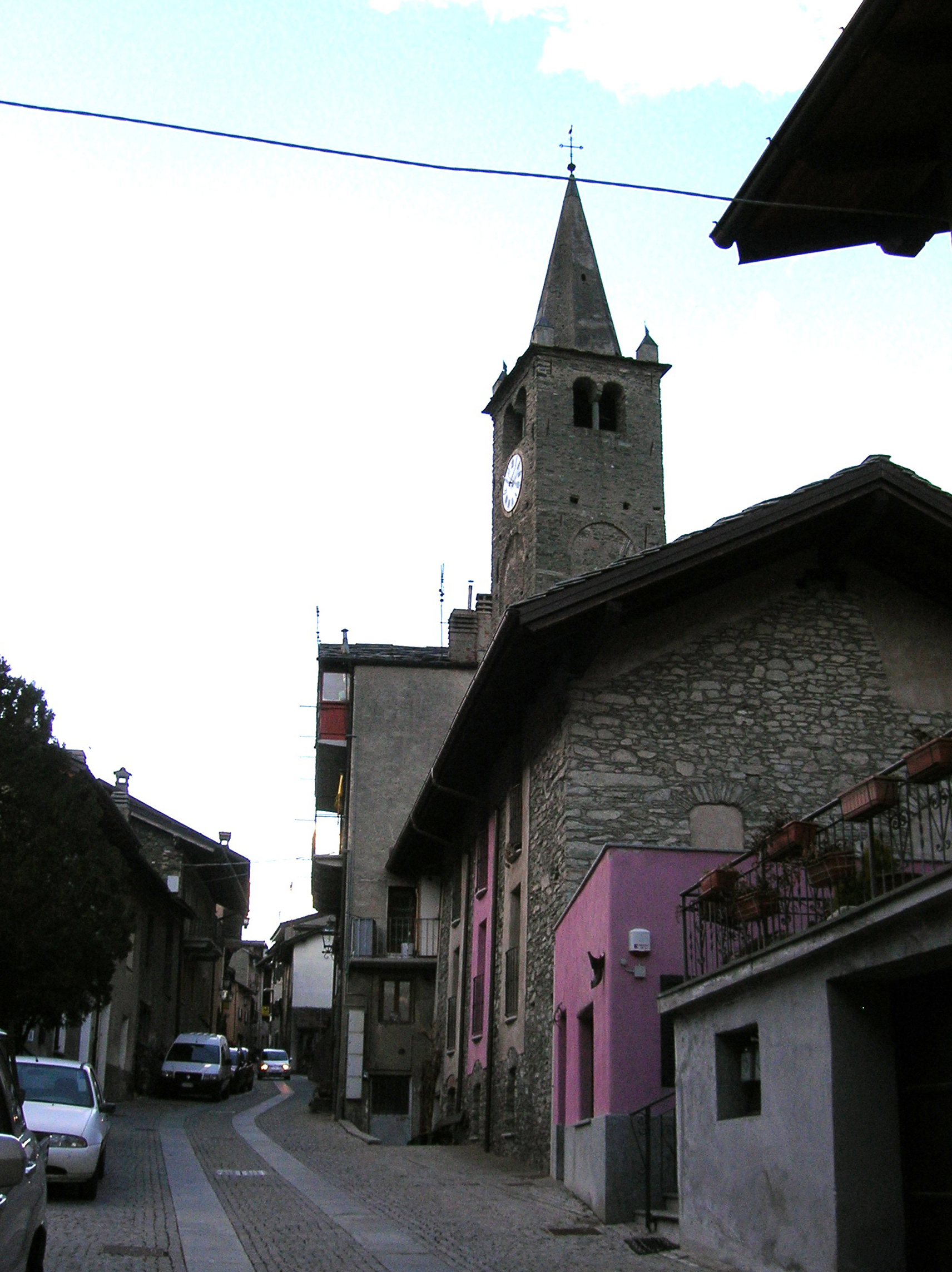
Храм и пригород
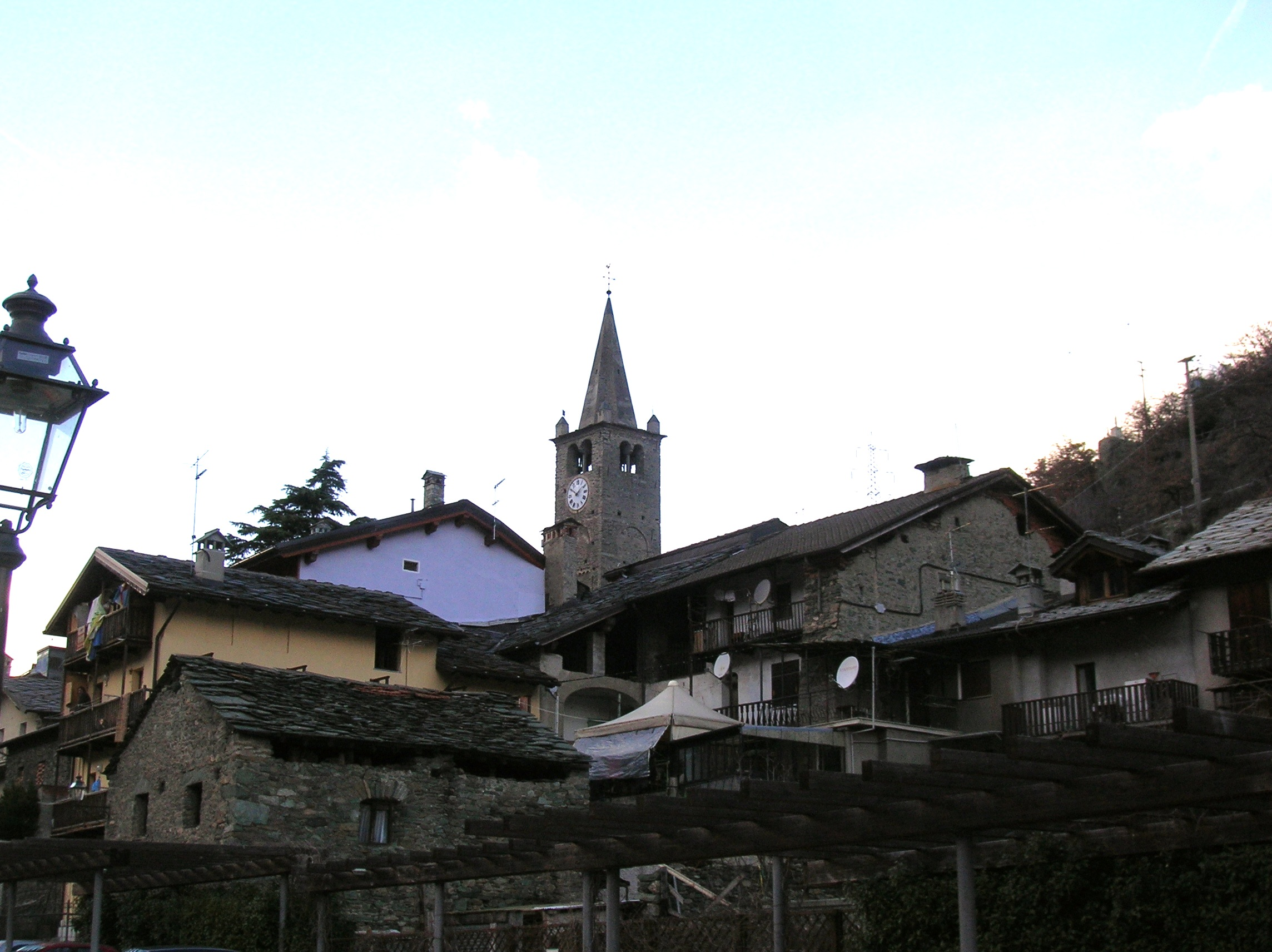
Пригород
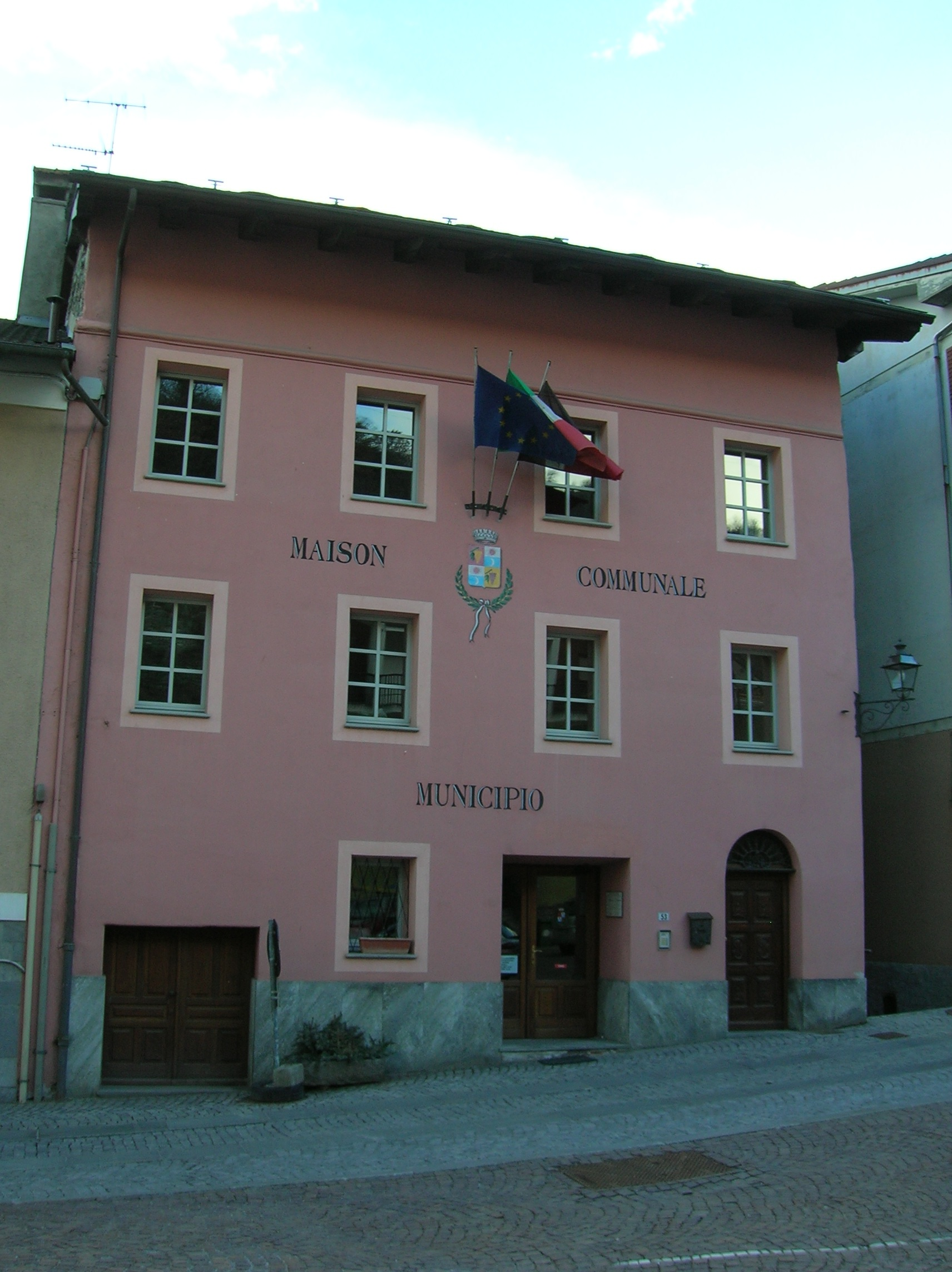
Мэрия